# Esporte Record
Esporte Record é um programa esportivo brasileiro exibido pela Record, sendo relançado algumas vezes conforme a emissora fosse adquirindo novos torneios esportivos. É apresentado atualmente por Cléber Machado e Paloma Tocci.

## História
O programa foi lançado pela primeira vez em meados de 2000, sendo apresentado por Adriana Colin, ex-garota Fantasia, deixando a programação em 2001. A atração foi relançada pela primeira vez em 2004 após a Record fechar um acordo com a TV Globo para a divisão de eventos esportivos como o Campeonato Brasileiro e a Copa Sul-Americana. Nessa nova fase, o esportivo passou a ser diário e era apresentado por Carolina Soares, ganhando também edições locais, ficando no ar até 2007.
Em 22 de janeiro de 2022, a Record relançava pela segunda vez o programa, agora sob a apresentação de Fred Ring e Mylena Ciribelli, substituindo o Esporte Fantástico, que havia deixado a grade em 2020 por conta da paralisação dos campeonatos devido à Pandemia de COVID-19. Nessa fase, o programa voltou a ser semanal, sendo transmitido nas manhãs de sábado para repercutir o Campeonato Carioca e Paulista daquele ano. A atração ficaria no ar até o dia 9 de abril de 2022.
Com a reaquisição do Campeonato Brasileiro para as temporadas de 2025 até 2027, a Liga Forte União do Futebol Brasileiro (LFU) impôs como condição a exibição de um esportivo mesa redonda na programação. Com isso, a Record anunciou em dezembro de 2024 o fim do Câmera Record após 17 anos consecutivos na grade por conta dos cortes de gastos, com este exibindo a sua última edição em 12 de janeiro de 2025. No dia 19, o esportivo passou a ocupar o espaço do programa investigativo nas noites de domingo, agora tendo como apresentadores Cléber Machado e Paloma Tocci, sendo relançado pela terceira vez.